# لتزنو
لتزنو (به ایتالیایی: Lezzeno) یک کومونه در ایتالیا است که در استان کومو واقع شده‌است.

## خصوصیات
لتزنو ۲۲٫۵ کیلومترمربع مساحت و ۲٬۰۸۸ نفر جمعیت دارد.